# شهرستان دینسور
شهرستان دینسور یک منطقهٔ مسکونی در سومالی است که در بای (سومالی) واقع شده‌است.